# Institut international de statistique
Pour les articles homonymes, voir IIS et ISI.
L'institut international de statistique (IIS, sigle anglais ISI) est fondé en 1885 lors du jubilé de la Royal Statistical Society et du 25ème anniversaire de la société de statistique de Paris,. Ses origines remontent à une série de Congrès internationaux de statistique dont le premier fut présidé par Adolphe Quetelet et se tint à Bruxelles en 1853 à l'initiative de la Commission centrale de Statistique du Royaume de Belgique,. Les 81 membres fondateurs de l'ISI constituent l'élite des statisticiens de cette époque au sein des administrations gouvernementales et des académies scientifiques. A Rome en 1887, l'Association géodésique internationale et le Comité international des poids et mesures sont notamment représentées par leur président, Carlos Ibáñez e Ibáñez de Ibero, membre de l'Académie royale des sciences exactes, physiques et naturelles,.

## Organisation
L'Institut est une organisation faîtière qui regroupe sept sous-organisations :
| Abréviation | Nom                                                            | depuis |
| ----------- | -------------------------------------------------------------- | ------ |
| BS          | Bernouilli Society for Mathematical Statistics and Probability | 1975   |
| IAOS        | International Association for Official Statistics              | 1985   |
| IASC        | International Association for Statistical Computing            | 1977   |
| IASE        | International Association for Statistical Education            | 1991   |
| IASS        | International Association of Survey Statisticians              | 1973   |
| ISBIS       | International Society for Business and Industrial Statistics   | 2005   |
| TIES        | The International Environmetrics Society                       | 2008   |

## Présidents de l'IIS
Les présidents de l'Institut sont : 
- 1885 - 1899 Sir Rawson W. Rawson
- 1899 - 1908 Karl von Inama-Sternegg
- 1909 - 1920 Luigi Bodio
- 1923 - 1931 Albert Delatour
- 1931 - 1936 Friedrich Zahn
- 1936 - 1947 Armand Julin
- 1947 - 1947 Walter F. Willcox
- 1947 - 1953 Stuart A. Rice
- 1953 - 1960 Georges Darmois
- 1960 - 1963 Marcello Boldrini
- 1963 - 1967 Sir Harry Campion
- 1967 - 1971 William G. Cochran

Mandats de deux ans :
- 1971 - 1975 Petter Jakob Bjerve
- 1975 - 1977 Milos Macura
- 1977 - 1979 Calyampudi Radhakrishna Rao
- 1979 - 1981 Edmond Malinvaud
- 1981 - 1983 Enrique Cansado
- 1983 - 1985 James Durbin
- 1985 - 1987 Sigeiti Moriguti
- 1987 - 1989 Ivan P. Fellegi
- 1989 - 1991 Gunnar Kulldorff
- 1991 - 1993 Frederick Mosteller
- 1993 - 1995 Jayanta K. Ghosh
- 1995 - 1997 Sir David R. Cox
- 1997 - 1999 Willem van Zwet
- 1999 - 2001 Jean-Louis Bodin
- 2001 - 2003 Dennis Trewin
- 2003 - 2005 Stephen Stigler
- 2005 - 2007 Niels Keiding
- 2007 - 2009 Denise A. Lievesley
- 2009 - 2011 Jef L. Teugels
- 2011 - 2013 Jae Chang Lee
- 2013 - 2015 Vijayan N. Nair

## Périodiques
L'Institut édite sept périodiques :
- International Statistical Review[10], avec Short Books Reviews
- Bernoulli[11]
- Computational Statistics & Data Analysis[12]
- ISI Newsletter
- Statistical Theory and Method Abstracts – Zentralblatt
- Statistical Education Research Journal
- Statistics Surveys

## Prix et distinctions
L'Institut décerne les prix suivants :
- Prix international de statistiques
- Médaille Henri Willem Methorst
- Prix Karl-Pearson
- Prix Jan-Tinbergen[13]
- Prix Mahalanobis[14]